# María Luisa Seco
María Luisa Seco Lumbreras (Madrid, 1 de junio de 1948-Madrid, 22 de abril de 1988), fue una presentadora de televisión española.

## Biografía
Estudió Magisterio, que ejerció durante un año y se desarrolló profesionalmente en Iberia.
Enormemente popular y querida durante más de dos décadas entre el público infantil, debutó en Televisión Española en 1966, en un programa llamado Buenas noticias, junto a Alfredo Amestoy. Posteriormente, entre 1966 y 1967, intervino también en el programa musical Escala en hi-fi.
Sin embargo, muy pronto se especializó en programas dedicados a los niños, que se fueron sucediendo uno tras otro y que la convirtieron en un personaje entrañable y muy recordado por toda una generación de telespectadores: Biblioteca juvenil (1966-1968), Discoteca joven (1968), Antena infantil (1968-1970), Con vosotros (1970-1974), el mini-espacio Zoo loco dentro del magacín Todo es posible en domingo (1974) o Un globo, dos globos, tres globos (1974-1978).
Entre 1977 y 1978 se convirtió en Amanda, la ayudante del Dr. Sanchezstein en El Monstruo de Sanchezstein y un año más tarde fue El Cartero de La Mansión de los Plaff.
Su último trabajo fue el miniespacio diario Hola chicos (1984-1987), cuyo título evocaba la tradicional forma que tenía María Luisa Seco de saludar a sus jóvenes espectadores.
Escribió varios libros infantiles, como Don Blanquisucio. Estuvo casada, entre 1969 y 1981, con el periodista Pepe Domingo Castaño. Tras su divorcio formó pareja con el ilustrador holandés Louke Timmermans.
Recibió dos TP de Oro como Mejor Presentadora en 1973 y 1975.
Falleció a consecuencia de un cáncer de huesos el 22 de abril de 1988. Está enterrada en la tumba de la familia Seco Lumbreras, en el cementerio madrileño de Carabanchel Bajo.